# Bart Stalmans
Bart Stalmans (Neerpelt, 5 december 1962) is een Belgisch voormalig kajakker.

## Levensloop
Stalmans vertegenwoordigde België op de Olympische Spelen van 1992 te Barcelona. Hij vormde er een team met Toon De Brauwer. Het duo strandde er in de halve finales van de K2 1000 meter en in de herkansingen op de K2 500 meter.

## Palmares

### K2 - 500 m
- 1992: 5e herkans. OS in Barcelona - 1.33,45

### K2 - 1000 m
- 1992: 8e ½ fin. OS in Barcelona - 3.25,96

### K2 - 10.000 m
- 1986: 14e WK in Montreal[1]
- 1987: 14e WK in Duisburg[2]

### K4 - 500 m
- 1985: 5e ½ fin. WK in Hazewinkel - 1.30,15
- 1986: herkans. WK in Montreal[3]

### K4 - 1000 m
- 1986: 7e herkans. WK in Montreal[4]